# Dustin Diamond
Dustin Neil Diamond (San José, Kalifornia, 1977. január 7. – Cape Coral, Florida, 2021. február 1.) amerikai színész.

## Filmjei
Mozifilmek
- Pee Wee nagy kalandjai (Big Top Pee-wee) (1988)
- Emberevő bíborka (Purple People Eater) (1988)
- Papa, én nő vagyok (She's Out of Control) (1989)
- Longshot (2001)
- Jane White Is Sick & Twisted (2002)
- Minden hájjal megkent hazug (Big Fat Liar) (2002)
- Pauly Shore halott (Pauly Shore Is Dead) (2003)
- Kis nagy színész (Dickie Roberts: Former Child Star) (2003)
- 13th Grade (2005)
- Our Feature Presentation (2008)
- Porndogs: The Adventures of Sadie (2009, hang)
- Amerikai pite 7. – A szerelem Bibliája (American Pie Presents: The Book of Love) (2009)
- Big Money Rustlas (2010)
- Tetherball: The Movie (2010)
- Minor League: A Football Story (2010)
- Little Creeps (2012)
- Four Corners Road (2012)
- All Wifed Out (2012)
- Hamlet A.D.D. (2014)
- Scavenger Killers (2014)
- College Fright Night (2014)
- Bleeding Hearts (2015)
- A Dog for Christmas (2015)
- Joker's Wild (2016)

Tv-filmek
- Maci Laci nagy szökése (Yogi's Great Escape) (1987)
- Who Shrunk Saturday Morning? (1989)
- Gimis évek: Hawaii stílusban (Saved by the Bell: Hawaiian Style) (1992)
- Las Vegas-i esküvő (Saved by the Bell: Wedding in Las Vegas) (1994)
- Attack of the Killer B-Movies (1995)
- Stupid Hype (2013)

Tv-sorozatok
- It's a Living (1987, egy epizódban)
- Tini titkok (Good Morning, Miss Bliss) (1988–1989, 13 epizódban)
- The Wonder Years (1989–1990, két epizódban)
- Saved by the Bell (1989–1992, 86 epizódban)
- The Munsters Today (1990, egy epizódban)
- American Playhouse (1991, egy epizódban)
- Getting By (1993, egy epizódban)
- Saved by the Bell: The College Years (1993–1994, 19 epizódban)
- Saved by the Bell: The New Class (1994–2000, 130 epizódban)
- Hang Time (1997, 2000, két epizódban)
- Off Centre (2002, egy epizódban)
- The Rerun Show (2002, egy epizódban)
- Tom Goes to the Mayor (2006, egy epizódban)
- Robot Chicken (2008, hang, egy epizódban)
- Your Pretty Face Is Going to Hell (2017, egy epizódban)